# Alfred Moisiu

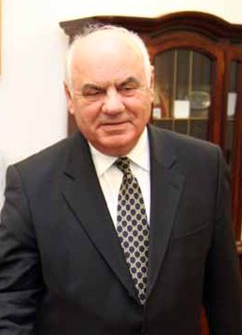
Alfred Moisiu 2009

Alfred Moisiu (* 1. Dezember 1929 in Shkodra) ist ein albanischer Politiker und ehemaliger Staatspräsident von Albanien. 
Moisiu ist der Sohn des legendären Partisanengenerals Spiro Moisiu und schlug eine militärische Laufbahn ein. Er besuchte in den 1950er Jahren eine Militärakademie in der Sowjetunion und erlangte später den Generalsrang. Unter dem kommunistischen Parteichef Enver Hoxha war er ab 1971 stellvertretender Verteidigungsminister und setzte in den 1970er Jahren die von Hoxha propagierte Politik der Autarkie und völliger Isolation im Militärbereich mit um, bei der das Konzept des „Volkskrieges“ dominierte. Mit der Bildung von 2.000 im Land verteilten Einheiten in einer Stärke von 5 bis 16 Mann und schätzungsweise 700.000 Bunker sollte das Land beschützt werden. Da er Mitglied einer Familie ist, die mit Hoxha rivalisierte, degradierte ihn dieser 1981 wegen Hochverrats.
Nach dem Ende des Kommunismus wurde er Berater des Verteidigungsministers und 1991 bis 1992 Verteidigungsminister der Übergangsregierung unter Vilson Ahmeti. Unter der Regierung von Sali Berisha war er 1994 bis 1997 erneut stellvertretender Verteidigungsminister. Sein Vorgesetzter war Safet Zhulali. Danach leitete Moisiu die Atlantische Gesellschaft, die sich für Verbindungen zur NATO einsetzt. Am 24. Juni 2002 wurde Moisiu vom Parlament gewählter Staatspräsident der Republik Albanien. Seine Wahl wurde möglich durch einen mit Hilfe der Europäischen Union geschlossenen Kompromiss zwischen der regierenden Sozialistischen Partei (SP) von Premier Fatos Nano und der oppositionellen Demokratischen Partei (PD) von Ex-Staatspräsident Sali Berisha.
Am 24. Juli 2002 trat er die Nachfolge von Rexhep Meidani an. Seine Amtszeit endete am 24. Juli 2007. Zum neuen Staatspräsidenten wurde der Vize-Vorsitzende der Demokratischen Partei, Bamir Topi, gewählt.
Im August 2009 erschien der dritte Band von Moisius Memoiren, in dem er sich seiner Präsidentschaft widmete. In seinem Buch kritisierte er den von 2005 bis 2013 amtierenden Ministerpräsidenten Sali Berisha und dessen Vorgänger Fatos Nano scharf.

## Werke
- Midis Nanos dhe Berishës 2002–2007. (= Në gjurmë të kujtimeve. Bd. 3). Tirana 2009. ISBN 978-99943-1-513-0